# Bendiuchy
Bendiuchy (ukr. Бендюга, dawniej także Bendiucha Poturzyska) – wieś na Ukrainie, w rejonie czerwonogrodzkim obwodu lwowskiego. Wieś liczy ponad 400 mieszkańców.
W II Rzeczypospolitej do 1934 samodzielna gmina jednostkowa. Następnie należała do zbiorowej wiejskiej gminy Krystynopol w powiecie sokalskim w woj. lwowskim. Położenie wsi na prawym brzegu Bugu sprawiło, że po wojnie została ona odłączona od Polski i przyłączona do Ukraińskiej SRR.